# Johannes Meissel

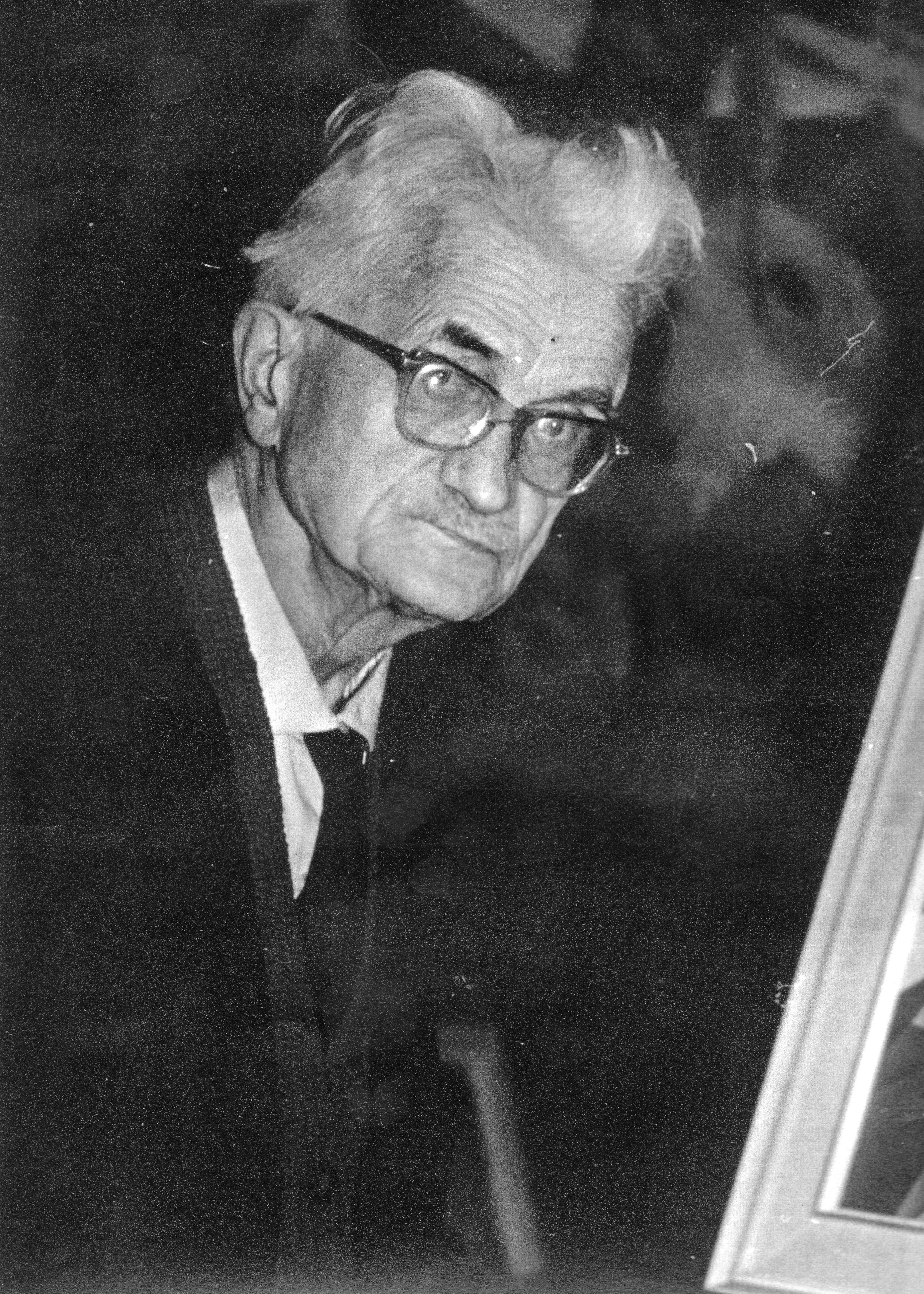
Johannes Meissel bei der Arbeit, Fotos aus dem Heimatmuseum Ingersleben

Johannes Hermann Meissel, auch Hans Meissel (* 27. Februar 1888 in Neudietendorf; † 8. April 1969 ebenda) war ein deutscher Maler und Grafiker.

## Leben
Johannes Meissel besuchte ab 1894 die Schule in Neudietendorf und trat 1902 in das Lehrerseminar der Herrnhuter Brüdergemeine in Niesky ein. 1908 wurde er als Zeichenlehrer am Herrnhuter Pädagogikum in Niesky eingestellt. In Görlitz absolvierte er 1910 bis 1911 seinen Militärdienst. Von 1913 bis 1914 studierte er an der königlichen Kunstschule zu Berlin Malerei und Grafik. Nachdem er von 1914 bis 1918 am Ersten Weltkrieg teilgenommen hatte, wurde er Zeichenlehrer in Berlin. Von 1943 bis 1945 war er Zeichen- und Biologielehrer in Niesky und von 1945 bis 1947 Lehrer an der Volksschule Neudietendorf. Anschließend war er bis 1967 als freischaffender Künstler tätig.
Einige seiner Arbeiten wurden im expressionistischer Stil gehalten. Da sein Berliner Atelier 1943 mit der Mehrzahl seiner Bilder ein Raub der Flammen wurde, sind nur wenige seiner Werke erhalten geblieben. Das übrig Gebliebene befindet sich als Schenkung der Erben und anderer Privatbesitzer im Heimatmuseum in Ingersleben.
Internationale Beachtung erreichte das Bild Soli Deo Gloria, welches von Willi Berger auf drei Mauersegmente, in der sogenannten East Side Gallery gemalt wurde. Eine weitere öffentliche Arbeit ist die sogenannte Zinzendorf-Plakette aus dem Jahr 1950, die an dem Brunnen auf dem Zinzendorfplatz in Neudietendorf zu sehen ist.
Der Johannes-Meissel-Weg und das Seniorenbegegnungszentrum Johannes Meissel in Neudietendorf sind nach ihm benannt. Sein Grab befindet sich auf dem Gottesacker der Brüdergemeine in  Neudietendorf.

## GemäldeSoli Deo Gloria

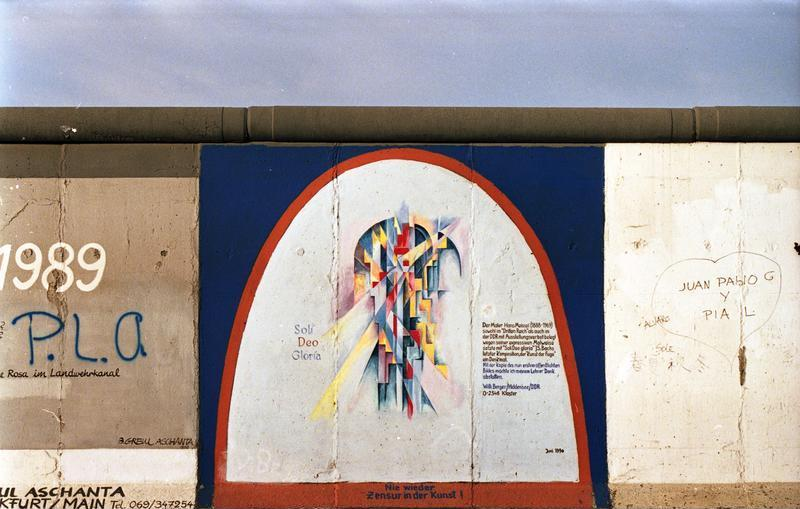
Soli Deo Gloria, Kopie eines Gemäldes von Johannes Meissel, von seinem Schüler Willi Berger

Im Frühjahr 1990 wurde ein Stück der Ostseite der Berliner Mauer für ein Kunstprojekt freigegeben, welches unter den Ausdruck East Side Gallery international bekannt wurde. Der ostdeutsche Maler Willi Berger wählte als Motiv ein bisher unveröffentlichtes Bild seines Lehrers Meissel. Bei der Betitelung des Bildes mit Soli Deo Gloria wurde der Tradition früherer Komponisten wie Johann Sebastian Bach gefolgt.
Berger fügte folgende Textwidmung ins Mauerbild:
Der Maler Hans Meissel (1888–1969)

sowohl im Dritten Reich als auch in der

DDR mit Ausstellungsverbot belegt, wegen

seiner expressiven Malweise. Er setzte mit

„Gott allein die Ehre“ JS Bach

letzter Komposition, der Kunst der Fuge,

ein Denkmal.

Mit der Kopie des nun erstveröffentlichten

Bildes, möchte ich meinem Lehrer Dank abstatten.

Willi Berger/Hiddensee 1990/2009
In der Fußzeile folgt noch der Aufruf:
Nie wieder

Zensur in der Kunst!